# Psychologie sociale appliquée
La psychologie sociale appliquée représente une discipline encore peu développée par la littérature psychologique. Jean-Léon Beauvois l'a définie lors de son intervention pour le Congrès de la Société Française de Psychologie tenu en 2001.
La psychologie sociale appliquée se démarque, pour Jean-Léon Beauvois, de la psychologie sociale expérimentale ou de la psychosociologie, dans le fait qu'elle permet de "réaliser sur zone ce que la littérature scientifique décrit comme des effets expérimentaux" (Beauvois, intervention pour la S.F.P. en 2001). Cette discipline est donc l'application des concepts théoriques de la psychologie sociale, dite fondamentale, associée à une pratique sociale, la psychosociologie, pour réaliser un objectif précis dans une action sociale, ces objectifs d'action sont seuls porteurs de valeurs dans cette démarche. La position de psychologue du praticien n'étant pas ici la garantie des valeurs professionnelles.
Autrement dit, la psychologie sociale appliquée n'est pas une pratique psychologique neutre, car elle utilise les concepts expérimentaux tels que la théorie de l'engagement, théorie de l'influence sociale et autres processus sociaux pour induire un comportement particulier sur le public concerné.